# Heriaeus numidicus
Heriaeus numidicus är en spindelart som beskrevs av Loerbroks 1983. Heriaeus numidicus ingår i släktet Heriaeus och familjen krabbspindlar. Inga underarter finns listade i Catalogue of Life.